# 舞子バスストップ
舞子バスストップ（まいこバスストップ）は、兵庫県神戸市垂水区東舞子町・神戸淡路鳴門自動車道の本線上にある高速バスの停留所。バス会社各社の時刻表や路線図といった各種案内では、「高速舞子」（こうそくまいこ）と記載されている。

## 概要

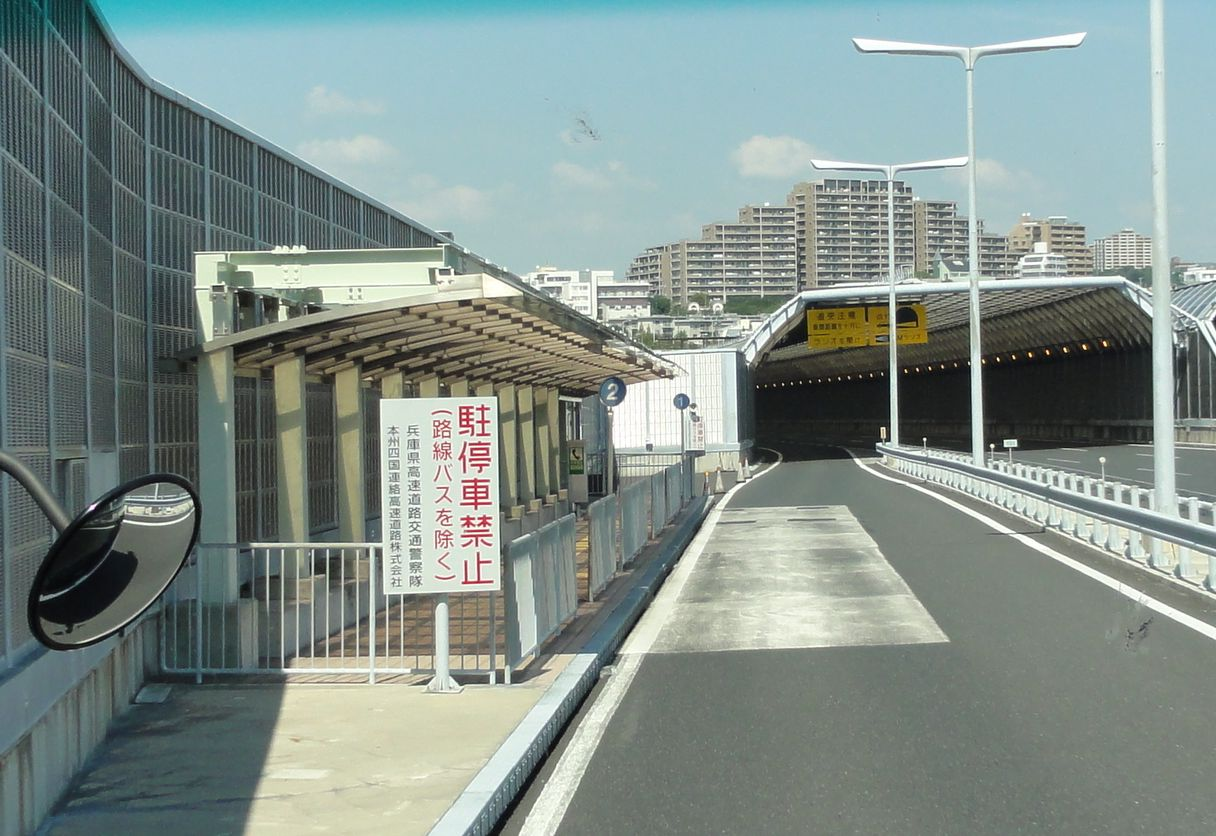
舞子バスストップ（おりば側）

神戸・大阪方面と淡路島・四国方面を結ぶ高速バスの多くが経由しており、路線や便によってはここを起終点としているものもあるが、付近に折り返し施設がないため、垂水インターチェンジまで回送して折り返している。
本州四国連絡高速道路株式会社（旧・本州四国連絡橋公団）によって管理されており、舞子トンネルと明石海峡大橋の間にある舞子高架橋の明石海峡大橋側に位置する。下り線（淡路島・四国方面）にのりば、上り線（垂水JCT方面）におりばが2バースずつ設けられている。停車スペースが2バースしかないのは、舞子高架橋の全長が短く、停留所の前後に加速車線や減速車線も設けられているためで、路線や便によってはここを通過する。
4階にはトイレや清涼飲料水の自動販売機が設置された待合室があり、4階からは明石海峡大橋や大阪湾を一望できる。ただし深夜（0時から5時まで）には閉鎖されるため、停車するバスは昼行便のみである。夜行便を利用する場合は、三宮駅前などの他のバスターミナルへ移動する必要がある。
なお、舞子バスストップには乗車券売場は設置されていないため、バス車内で運賃を支払う（運行会社によって前払いまたは後払い、路線・区間によっては交通系ICカードやバスもり!が利用可能）か、乗車券を事前に購入しておかなければならない。
一般車両および観光バスの乗降は禁止されている。

## 発着路線一覧
のりばに関しては1番のりばからは四国方面への長距離路線と淡路島内方面への一部路線、2番のりばからは淡路島内方面への殆どの路線が発車する。【IC】は交通系ICカード利用可能路線。

### 1番のりば
| 行き先                                     | 路線名                                                                                         | 運行会社                                              | 備考             |
| ------------------------------------------ | ---------------------------------------------------------------------------------------------- | ----------------------------------------------------- | ---------------- |
| 徳島駅                                     | 阿波エクスプレス大阪号 阿波エクスプレス神戸号                                                  | 西日本JRバス 本四海峡バス JR四国バス                  |                  |
| 徳島駅                                     | パールエクスプレス徳島号 サラダエクスプレス サザンクロス号 すだち120 ハーバーライナー エディ号 | 阪急バス 阪神バス 南海バス 山陽バス 神姫バス 徳島バス |                  |
| 阿波池田駅                                 | しこくさぶろうエディ                                                                           | 四国交通                                              |                  |
| 阿南、室戸                                 | エディ号                                                                                       | 徳島バス                                              |                  |
| 高速淡路志知、高松駅、国分寺バスターミナル | フットバス                                                                                     | 高松エクスプレス                                      | [ 1 ]            |
| 高松駅                                     | ハーバーライナー さぬきエクスプレス神戸 高松エクスプレス神戸号                                 | 神姫バス 四国高速バス 西日本JRバス JR四国バス         | [ 2 ]            |
| 丸亀駅、観音寺駅                           | ハーバーライナー さぬきエクスプレス神戸 観音寺エクスプレス神戸号                               | 神姫バス 四国高速バス 西日本JRバス JR四国バス         | [ 3 ]            |
| 松山駅                                     | 松山エクスプレス号                                                                             | 西日本JRバス JR四国バス                               | 一部の便のみ停車 |
| 松山市駅                                   | ハーバーライナー                                                                               | 神姫バス 伊予鉄バス                                   |                  |
| 宇和島                                     | サラダエクスプレス 宇和島エクスプレス                                                          | 阪神バス 宇和島バス                                   |                  |
| 高知駅、須崎駅                             | 高知エクスプレス号                                                                             | 西日本JRバス JR四国バス                               | 一部の便のみ停車 |
| 高知駅                                     | ハーバーライナー                                                                               | 神姫バス とさでん交通                                 |                  |

### 2番のりば
| 行き先 | 路線名 | 運行会社                                    | 備考                                                     |
| --- | --- | ------------------------------------------- | -------------------------------------------------------- |
| 聖隷淡路病院、淡路夢舞台、東浦BT、津名港                                                                       | 【IC】大磯号 | 西日本JRバス 本四海峡バス                   | 一部の便は当停留所始発                                   |
| 岩屋ポートターミナル、県立淡路島公園(ニジゲンノモリF駐車場）、富島中                                           | 【IC】ハーバーライナー 【IC】北淡路西海岸ライン | 神姫バス 本四海峡バス                       | 一部の便は1番のりばから発車 一部の便を除いて当停留所始発 |
| 伊弉諾神宮、五色バスセンター、高田屋嘉兵衛公園 （高速道路上■各停タイプ）                                       | 【IC】ハーバーライナー 【IC】AWAJI EXPRESS三ノ宮・西浦線 | 神姫バス 淡路交通                           | 一部の便は1番のりばから発車                              |
| ニジゲンノモリ、津名港、洲本IC、洲本BC、洲本温泉 （高速道路上■速達・■急行・■快速・■各停・■観光アクセスタイプ） | 【IC】ハーバーライナー 【IC】AWAJI EXPRESS三ノ宮・洲本線 【IC】AWAJI EXPRESS学園都市・洲本線 【IC】かけはし号 【IC】かけはしニジゲンノモリ号 【IC】かけはし洲本温泉号 | 神姫バス 淡路交通 西日本JRバス 本四海峡バス | 一部の便は1番のりばから発車                              |
| 陸の港西淡、福良 （高速道路上一部便を除いて■速達タイプ）                                                       | 【IC】ハーバーライナー 【IC】AWAJI EXPRESS三ノ宮・福良線 【IC】くにうみライナー南あわじ線                                                                             | 神姫バス 淡路交通 本四海峡バス              |                                                          |
| 陸の港西淡または淡路島南IC、福良 （高速道路上■各停タイプ）                                                     | 【IC】AWAJI EXPRESS舞子・福良線 | 淡路交通                                    | クローズドドアシステム非採用 当停留所始発                |

## 交通アクセス
- JR神戸線（山陽本線） 舞子駅、舞子駅前バス停留所 - 2階の連絡通路を渡って7分程度
- 山陽電鉄本線 舞子公園駅 - 1階から歩いて7分程度